# Tom Bullus

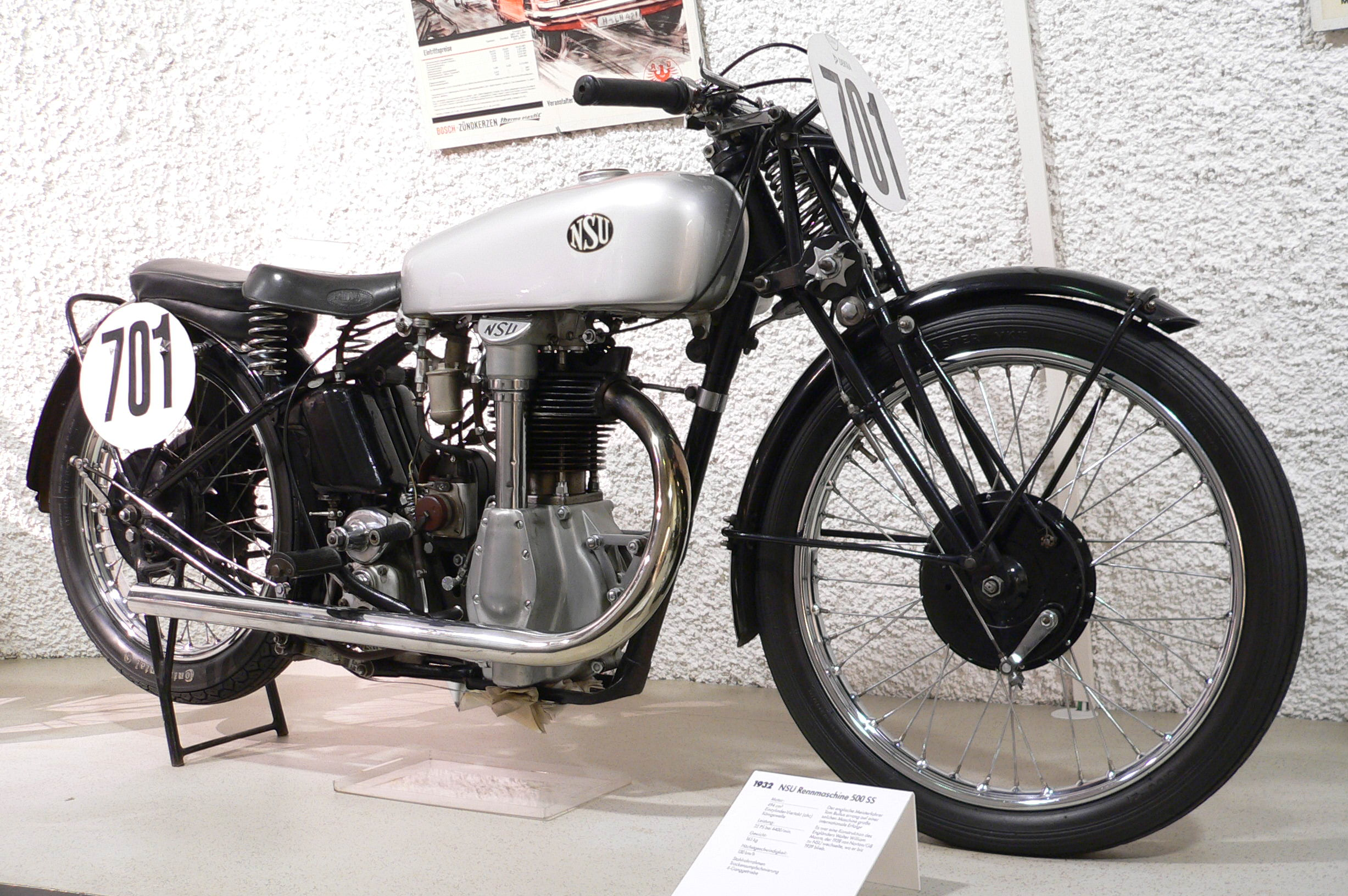
NSU 500 SS uit 1932

Tom Frederick Bullus (Bradford 1907 - 1998 was een Brits motorcoureur, die vooral in Duitsland succesvol was met het merk NSU.
Bullus reed al zijn eerste races toen hij 14 jaar oud was. Hij was succesvol in heuvelklimwedstrijden en in 1925 werd hij vierde in de Senior TT met een P&M. Hij racete ook met motorfietsen van New Hudson en Raleigh. In 1929 ging de constructeur Walter Moore weg bij Norton en vertrok naar Neckarsulm om bij NSU te gaan werken. Tom Bullus ging met hem mee. Tot 1930 slaagde hij er niet meer in de finish van de Isle of Man TT te halen, maar in dat jaar werd hij vijfde met een Sunbeam. In 1928 werd hij tweede in de Bäderrennen, een nationale wedstrijd in het toen nog Pruisische Kolberg. Hij leidde in 1929 zes ronden lang de Grand Prix van Duitsland met een NSU, maar viel met een technisch probleem uit. Bullus kreeg na deze prestatie een contract aangeboden door NSU, dat hij aannam. In maart 1930 werd hij fabrieksrijder voor NSU. Zijn eerste race was een 144 uur betrouwbaarheidsrit op de Nürburgring. De nieuwe, door Moore ontwikkelde SS 500 gebruikte hij voor het eerst in de Grand Prix van Oostenrijk, waar hij door een val uitviel. Bij de Grote Prijs van Duitsland op de Nürburgring werd Bullus vierde. Hij won de race op de Solitudering, de Eifelrennen en de Klausenrennen, de Gaisbergrennen, de Grand Prix des Nations en een wedstrijd op de Schottenring. In 1931 werd hij door een technisch probleem tweede bij de Gaisbergrennen. Hij won de Prijs van de stad Hannover en de Grand Prix van Hongarije. Bij de race in Monza werd voor het eerst met Benzine/Benzol gereden in plaats van Ethanol. Bullus werd hier tweede. Tijdens de Training van de Grand Prix van Oostenrijk viel hij, waardoor hij drie middenhandsbeentjes brak. Hij kon pas weer aan de Schauinsland-heuvelklim deelnemen, waar hij de 500- en de 1.000 cc klasse won. Bij de Gaisbergrennen won hij de 600- én de 750 cc klasse met een 500 cc machine. Op het Schleizer-Dreieck, de laatste wedstrijd om het Duitse kampioenschap, viel Bullus. Hij won daarna nog de Kesselbergrennen en de wedstrijd op de AVUSRing. In 1932 won hij de openingswedstrijd op de Hockenheimring en de Kesselbergrennen. In de herfst van dat jaar trok hij zich uit de motorsport terug.
Rond de kersttijd verloofde hij zich met Hilde Gehr, de dochter van een lid van de raad van bestuur van NSU. Ze gingen in Engeland wonen, waar Tom Bullus samen met zijn zwager een motorzaak opende.
In de jaren tachtig woonde Tom Bullus in Harrogate.

## Trivia
- In Hockenheim is een "Tom Bullus Straße".
- De NSU SS 500 leek zó veel op een Norton, dat de Britten "NSU" vertaalden als: "Norton Spares Used".